# Автошлях E584
E584 — європейський автомобільний маршрут, що бере свій початок в українській Полтаві і закінчується в румунському місті Слобозія. Довжина траси 912 кілометрів, з яких 507 проходять територією України.
E584 в Україні пролягає наступними автошляхами: М22 (Полтава — Олександрія), М30 (Олександрія — Знам'янка —  Кропивницький) та М13 (Кропивницький — Любашівка — Платонове). E584 є частиною Пан'європейського транспортного коридору №9.

## Маршрут автошляху
Шлях проходить через такі міста:
- Румунія: Слобозія — Галац
- Молдова: Кишинів — Джурджулешти
- Україна: Полтава — Кропивницький

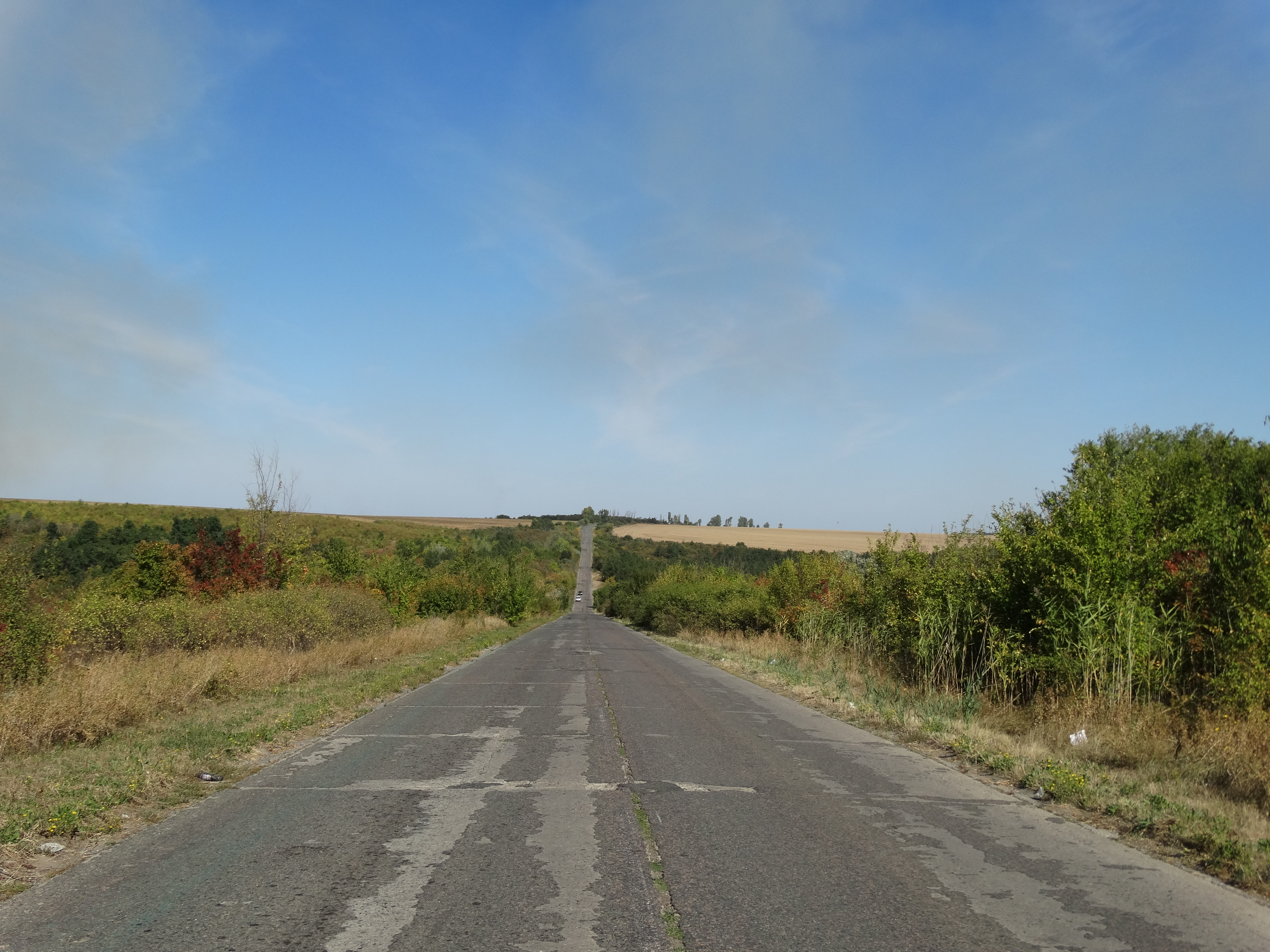
Автошлях Полтава-Кропивницький на території Одеської області

Автошлях E584 проходить територією Румунії, Молдови та України.